# Métro de Nantong
Le métro de Nantong  (Chinois simplifié 南通地铁, Pinyin nán tōng dì tiě), officiellement transport Ferroviaire de Nantong, est un métro à Nantong, dans la province du Jiangsu, en République populaire de Chine. Approuvé par le Conseil d'Etat en août 2014, il est entré en service le 10 novembre 2022. Il sera à terme composé de quatre lignes d'une longueur totale de 170,8 km ainsi que de plusieurs lignes de chemin de fer de banlieue pour un total de 153,2 km.

## Historique
En octobre 2011, le gouvernement municipal a présenté le projet de construction du système ferroviaire urbain pendant la troisième réunion du Comité Permanent de la 14e Congrès National du Peuple de Nantong Ville, et le projet "Nantong Urban Rail Transit Planning Work" a été lancé. En avril 2012, le plan du Métro de Nantong a été publié et diffusé en ligne.
Le 19 août 2014, le plan de construction du transport ferroviaire urbain en commun rapide de Nantong a été approuvé par le Conseil des affaires de l'État, devenant ainsi la sixième ville dans le Jiangsu et la 37e ville totale où un transport ferroviaire en commun rapide a été approuvé.

### Ligne 1
La construction de la Ligne 1 du métro a commencé le 18 décembre 2017. La période de construction était alors annoncée comme devant durer cinq ans,. La ligne est effectivement ouverte en novembre 2022. Elle commence à Pingchao Station (平潮站) et se termine à Zhenxing Road Station (振兴路站), et est composée de 28 stations.

## Lignes en Construction

### Ligne 2
La construction de la Ligne 2 du métro a commencé le 26 octobre 2018, elle fera 20,85 km de long, comptera 17 stations, et est prévu pour ouvrir en mars 2023.